# Koghb
Koghb (en arménien Կողբ) est une communauté rurale du marz de Tavush, en Arménie. Elle compte 4 328 habitants en 2008.
Le monastère Mshkavank, construit au XIIIe siècle se trouve sur le territoire de cette communauté.
Village célèbre pour avoir connu la bataille de Koghb en 922 entre les forces armeniennes du royaume Bagratide et les forces Abbassides. 